# 島田療育センター
島田療育センター（しまだりょういくセンター）は、東京都多摩市にある重症心身障害児施設である。日本初の重症心身障害児対象の施設である。また医療法による病院でもある。

## 沿革
1961年（昭和36年）「島田療育園」として開設。
初代園長は、小林提樹（こばやし・ていじゅ）である。
開設にあたっては、電源開発元総裁の内海清温が募金集めに奔走し1,500万円の寄付を集めた。用地については、日本橋遊技場組合（現・東京都遊技場組合連合会）の元組合長である島田伊三郎・与志夫妻が、末子であった良夫が重度のてんかん発作を伴う知的障害だったことから約１万坪の用地（現在地）を買収し寄贈した。
1956年（昭和31年）、千葉県八千代台に候補地を見つけたが、障害児施設である点がネックとなり頓挫。結局、現在の施設がある南多摩郡多摩村（当時）に用地を確保した。当時の児童福祉法では、重症障害児は対象外だったため、社会福祉法人ではなく、寄付に対する免税措置のない財団法人としてのスタートになった。その結果、寄付が集まりにくくなり、慢性的な財政難を抱えることになった。
1964年（昭和39年）、自身も障害児の娘を抱える作家の水上勉が、雑誌『中央公論』の誌上に「拝啓、池田総理大臣殿、」と題して法的な障害者保護を訴える手記を発表する。これが反響を呼んで、1967年（昭和42年）から、重症障害児が法的に保護されることになり、補助金も拠出されるようになった。
この年、小林提樹は日本医師会最高勲功章を受賞した。
1965年（昭和40年）、秋田県の障害児童が当院への入所を希望しながら要員不足のためにそれが実現しない実状が、秋田魁新報で報じられる。これをきっかけに、秋田県から10- 20歳代の女性15人が要員として就職する。翌年以降も秋田からの就職は続き、1967年には彼女たちを取り上げた『おばこ天使　ある青春・重度障害児と共に生きる』（藤原陽子、文芸市場社）という書籍が刊行され、ロス・プリモス、倍賞美津子の歌唱で「おばこ天使の唄」という歌（作詞・藤原陽子）も日本クラウンから発売された。彼女たちはその後、秋津療育園、東京小児療育病院、大阪の枚方療育園にも就職するようになった。
1975年（昭和50年）、飛田茂雄、稲葉吉春、清水栄次郎らが中心となり、13名の有志で「島田療育園を守る会」が発足。
2012年（平成24年）からは「児童福祉法による医療型障害児入所施設」（18歳未満）と「障害者自立支援法による療養介護」（18歳以上）の2つの機能を併せ持ち、重症心身障害児とそのような障害を持った大人のケアと生活の支援を行なっている。

## アクセス
- 所在地：東京都多摩市中沢1丁目31-1
- 小田急多摩線小田急多摩センター駅・京王相模原線京王多摩センター駅下車、徒歩20分。